# امام‌وردی میرزا
امام وردی میرزا متخلّص به داور و ملقّب به کیشیک باشی، شاهزاده و شاعر ایرانی. پسر فتحعلی شاه قاجار. در پادشاهی پدر، ریاست کشیک سلطنتی را داشت و پس از مرگ او با گروهی از شاهزادگان با پادشاهی محمد شاه مخالفت کرد، ولی نتیجه‌ای به‌دست نیاورد و پس از قتل قائم‌مقام فراهانی، در اردبیل زندانی شد (۱۲۵۱ق). و از زندان گریخت (۱۲۵۳ق).
امام وردی میرزا متولد به تاریخ ۱۴ شوال سال ۱۲۱۱ به دنیا آمد. پدرش فتحعلی شاه قاجار مادرش بیگم جان و برادرش سلطان ابراهیم میرزا و علینقی میرزا بود. وی پس از مرگ فتحعلی شاه قاجار ریاست سپاه علی میرزا ظل‌السلطان را به دست گرفت و پس از مدتی زندانی شدند. در سال ۱۲۵۳ همراه علی میرزا ظل‌السلطان و رکن الدوله از زندان گریخت و به روسیه و عثمانی رفت اما پذیرفته نشد. 
امام‌وردی میرزا در دوران فتحعلی شاه قاجار مدت کوتاهی به جای برادرش علینقی میرزا حاکم قزوین شد و در این مدت وزارت او را میرزا بزرگ نوری به عهده داشت.